# Boyne City
Boyne City es una ciudad ubicada en el condado de Charlevoix en el estado estadounidense de Míchigan. En el Censo de 2010 tenía una población de 3735 habitantes y una densidad poblacional de 266,36 personas por km².

## Geografía
Boyne City se encuentra ubicada en las coordenadas 45°12′50″N 85°0′46″O / 45.21389, -85.01278. Según la Oficina del Censo de los Estados Unidos, Boyne City tiene una superficie total de 14.02 km², de la cual 10.51 km² corresponden a tierra firme y (25.05%) 3.51 km² es agua.

## Demografía
Según el censo de 2010, había 3735 personas residiendo en Boyne City. La densidad de población era de 266,36 hab./km². De los 3735 habitantes, Boyne City estaba compuesto por el 94.89% blancos, el 0.37% eran afroamericanos, el 0.72% eran amerindios, el 0.48% eran asiáticos, el 0.08% eran isleños del Pacífico, el 0.29% eran de otras razas y el 3.16% pertenecían a dos o más razas. Del total de la población el 1.29% eran hispanos o latinos de cualquier raza.